# ベルンハルドゥス・ウァレニウス

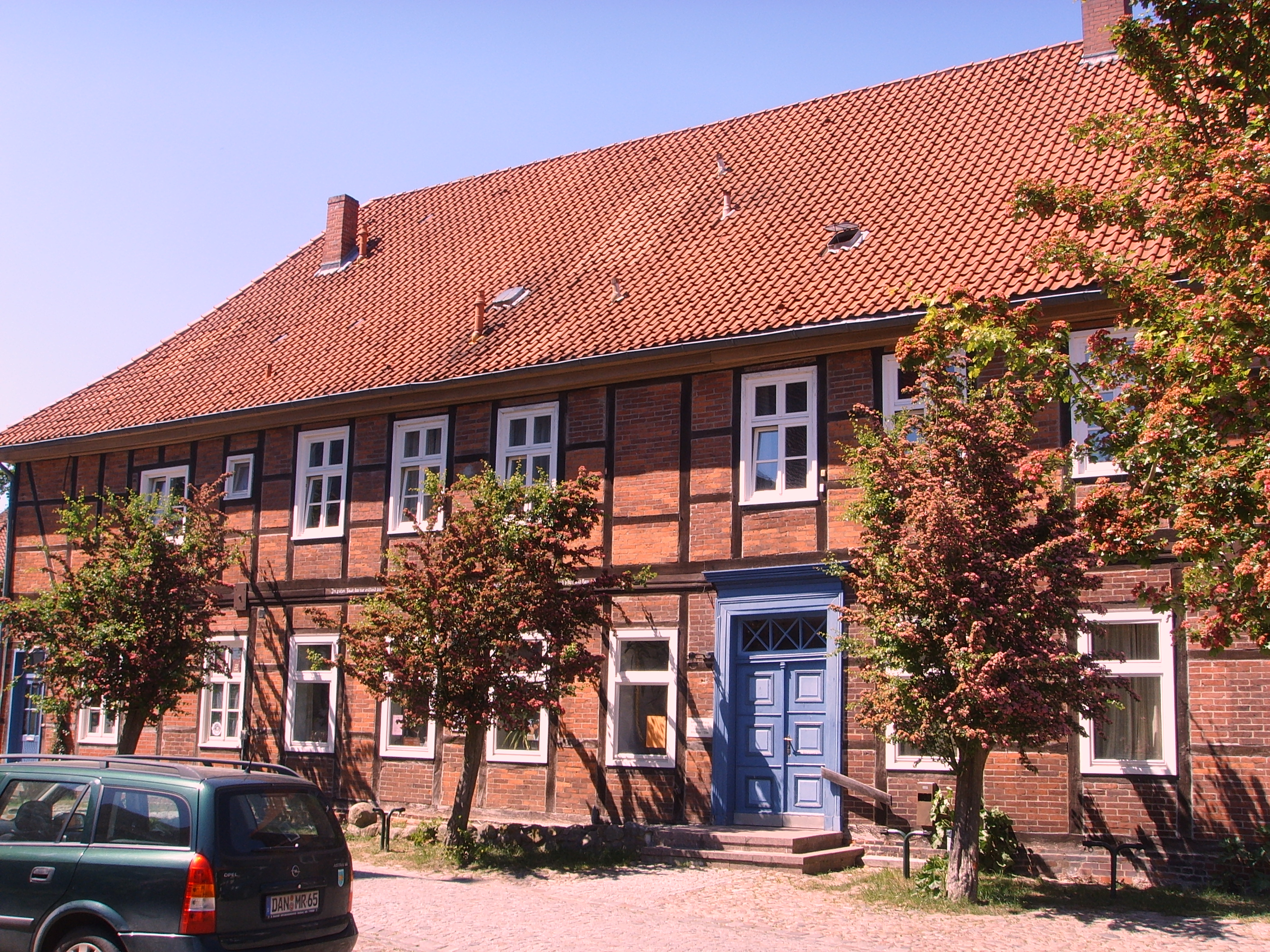
ヴァレンの生家

Descriptio Regni Japoniaeの扉絵

ベルンハルドゥス・ウァレニウス(Bernhardus Varenius/Bernhard Varen 1622年-1650年)は、ドイツの医師・地理学者。オランダでも活躍。ラテン語名で親しまれているが、ドイツ語名は、ベルンハルト・ヴァーレン(Bernhard Varen)。いくつも地理学書を執筆し、彼の書物は17世紀から18世紀までのヨーロッパでの地理学書あるいは地誌の書物の代表として、当時のヨーロッパ人の地誌観・世界観の形成に与えた影響は大きく、多くの人々に読まれた教科書的存在であった。また優れた視点で地理学を論じ、彼の時代から数百年先に誕生した近代地理学の理論の先見的な考え方も示した。

## 生涯
リューネブルク東方のエルベ河畔の町ヒッツァカー(Hitzacker)生まれ。生まれた日ははっきりしていない。父親は、教会で仕事をしていた。生家の牧師館が現存している。ハンブルクのギムナジウム、ケーニヒスベルク大学、ライデン大学に学ぶ。数学と医学を専門しており、ライデン大学から医学の学位を取得している。その後、仕事のためアムステルダムへ移住。当時ヨーロッパの最先端の国であったオランダからは、アベル・タスマンやウィレム・シャウテンなど優れた探検家が現れており、ヴァレニウスを地理学へと誘った。特にヴァレニウスと当地の地図学者のウィレム・ブラウとの交流が彼を地理学へと導いた大きなきっかけとなった。
1649年に日本について記述した『日本伝聞記』(Descriptio Regni Japoniae)、翌1650年には主著である　『一般地理学』(Geographia Generalis)をしたためた。この著作を同年8月1日に書き上げた後、直後におそらく病気のため28歳で死去したと推測されている。彼の経歴を伝える資料に乏しいため、没日や死因、さらには墓所なども分かっていないが、遺作となった「一般地理学書」の最後あたりの原稿が著しく粗末なため、この書物が完成に近い頃にはかなり衰弱していたと思われている。
この「一般地理学書」は、彼の死後、同時代の英国の物理学者、アイザック・ニュートンの目に止まり彼の手によって1672年に英国で出版され大きな反響を呼んだ。
また彼の理論は、近代地理学を作ったイマヌエル・カント、アレクサンダー・フォン・フンボルト、フリードリヒ・ラッツェルなどからも評価された。

## 日本語訳
- 『日本伝聞記』ドイツ語訳から・宮内芳明訳・大明堂、1975